# Jan Kroeske
Jan Kroeske (Oostwold, 13 november 1942) is een Nederlands organist.

## Levensloop

### Jeugd en studie
Kroeske werd geboren in Oostwold en verhuisde op vierjarige leeftijd naar Buitenpost. Hier kreeg hij van zijn vader zijn eerste muzieklessen. Toen het gezin later naar Dokkum verhuisde kreeg hij orgellessen van Arnold Feddema. Tijdens zijn studie speelde hij geregeld op kerkorgels in Dokkum en omliggende plaatsen. Zijn leraar geschiedenis van de HBS adviseerde hem te gaan solliciteren bij de organistenvacature van de gereformeerde kerk in Dokkum. Na de HBS bezocht hij de kweekschool volgde daarna nog een studie voor wis- natuur- en scheikunde waar hij later ook les in gaf. In 1961 behaalde hij zijn praktijkdiploma Kerkelijk Orgelspel van de Koninklijke Vereniging van Organisten en Kerkmusici.

### Loopbaan
Kroeske werd in 1959 benoemd tot organist van de gereformeerde kerk in Dokkum en in 1974 volgde zijn benoeming tot de gereformeerde Oosterkerk in Kollum waar hij tot op heden organist is. Ook leidt hij in het zomerseizoen kerkdiensten op het vakantiepark "Witterzomer" in Assen. 
Daarnaast is hij ook dirigent van een viertal koren in Friesland, waaronder het Mannenkoor Wester Lauwers in Buitenpost. Wegens vitale redenen stopte hij daar later mee en legde zich toe op het begeleiden van koren. Tevens geeft hij orgelconcerten en deed mee aan orgelconcoursen. Voor de omroepen NCRV en de EO maakte hij enkele cd en dvd opnames.
Kroeske houdt zich bezig met het componeren van orgelmuziek en bracht zeventien bundels met bladmuziek uit.
Hij werd in 2008 benoemd tot Lid in de Orde van Oranje Nassau.

## Bladmuziek
- Abba Vader
- Mijn Jezus, ik houd van U
- Daar ruist langs de wolken
- Mijn Herder is de Here God
- 'k Heb geloofd en daarom zing ik
- Komt allen tezamen
- Ik kniel aan uwe kribbe neer
- De herdertjes lagen bij nacht in het veld
- Midden in de winternacht
- O hoofd vol bloed en wonden
- Mijn Verlosser hangt aan 't kruis
- Roept uit aan alle stranden
- Straf mij in uw gramschap niet
- Vaste rots van mijn behoud
- Lichtstad met uw paarlen poorten
- Hoe zal ik U ontvangen
- Jezus is ons licht en leven
- Geen wiegje als rustplaats
- Daar is uit ’s werelds duistre wolken
- Trumpet Voluntary
- 't Is geboren het godd'lijk Kind
- Stille nacht
- ’k Wil U, o God, mijn dank betalen